# Heteronyx lividus
Heteronyx lividus är en skalbaggsart som beskrevs av Blackburn 1889. Heteronyx lividus ingår i släktet Heteronyx och familjen Melolonthidae. Inga underarter finns listade i Catalogue of Life.